# Pettnau
Pettnau é um município da Áustria, situado no distrito de Innsbruck-Land, no estado do Tirol. Tem 10,76 km² de área e sua população em 2019 foi estimada em 1.058 habitantes.